# شركة كادوكاوا
شركة كادوكاوا (باليابانية: 株式会社KADOKAWA) (بالإنجليزية: Kadokawa Corporation)‏، هي شركة يابانية تقوم بصناعة الأفلام وتطوير ألعاب الفيديو ودور نشر التي تعتمد على كتابة القصص المصورة، يقع مقرها في العاصمة اليابانية طوكيو.